# 4 Heures du Castellet 2024
Navigation
Édition précédente Édition suivante
Les 4 Heures du Castellet 2024, disputées le 5 mai 2024 sur le circuit Paul-Ricard, sont la trente-et-unième édition de cette course, la quinzième sur un format de quatre heures, et la seconde manche de l'European Le Mans Series 2024.

## Course
Voici le classement final au terme de la course.
- Les vainqueurs de chaque catégorie sont signalés par un fond jauni.
- Pour la colonne Pneus, il faut passer le curseur au-dessus du modèle pour connaître le manufacturier de pneumatiques.

| Pos                        | Classe      | no                        | Écurie                                      | Pilotes                                                       | Châssis                            | Pneus | Tours             | Temps               |
| Pos                        | Classe      | no                        | Écurie                                      | Pilotes                                                       | Moteur                             | Pneus | Tours             | Temps               |
| -------------------------- | ----------- | ------------------------- | ------------------------------------------- | ------------------------------------------------------------- | ---------------------------------- | ----- | ----------------- | ------------------- |
| 1                          | LMP2        | 43                        | Inter Europol Competition                   | Sebastián Álvarez (en) Vladislav Lomko Tom Dillmann           | Oreca 07                           | G     | 125               | 4 h 00 min 47 s 885 |
| 1                          | LMP2        | 43                        | Inter Europol Competition                   | Sebastián Álvarez (en) Vladislav Lomko Tom Dillmann           | Gibson GK428 4,2 l V8 Atmo         | G     | 125               | 4 h 00 min 47 s 885 |
| 2                          | LMP2        | 47                        | COOL Racing                                 | Alex García (en) Paul-Loup Chatin Frederik Vesti              | Oreca 07                           | G     | 125               | + 14 s 004          |
| 2                          | LMP2        | 47                        | COOL Racing                                 | Alex García (en) Paul-Loup Chatin Frederik Vesti              | Gibson GK428 4,2 l V8 Atmo         | G     | 125               | + 14 s 004          |
| 3                          | LMP2        | 14                        | AO par TF                                   | Jonny Edgar Louis Delétraz Robert Kubica                      | Oreca 07                           | G     | 125               | + 15 s 078          |
| 3                          | LMP2        | 14                        | AO par TF                                   | Jonny Edgar Louis Delétraz Robert Kubica                      | Gibson GK428 4,2 l V8 Atmo         | G     | 125               | + 15 s 078          |
| 4                          | LMP2        | 28                        | IDEC Sport                                  | Paul Lafargue Reshad de Gerus Job van Uitert                  | Oreca 07                           | G     | 125               | + 20 s 325          |
| 4                          | LMP2        | 28                        | IDEC Sport                                  | Paul Lafargue Reshad de Gerus Job van Uitert                  | Gibson GK428 4,2 l V8 Atmo         | G     | 125               | + 20 s 325          |
| 5                          | LMP2        | 22                        | United Autosports                           | Filip Ugran Marino Sato Benjamin Hanley                       | Oreca 07                           | G     | 125               | + 20 s 353          |
| 5                          | LMP2        | 22                        | United Autosports                           | Filip Ugran Marino Sato Benjamin Hanley                       | Gibson GK428 4,2 l V8 Atmo         | G     | 125               | + 20 s 353          |
| 6                          | LMP2        | 30                        | Duqueine Team                               | Niels Koolen Jean-Baptiste Simmenauer James Allen             | Oreca 07                           | G     | 125               | + 24 s 186          |
| 6                          | LMP2        | 30                        | Duqueine Team                               | Niels Koolen Jean-Baptiste Simmenauer James Allen             | Gibson GK428 4,2 l V8 Atmo         | G     | 125               | + 24 s 186          |
| 7                          | LMP2 Pro/Am | 29                        | Richard Mille par TDS                       | Rodrigo Sales Mathias Beche Grégoire Saucy                    | Oreca 07                           | G     | 125               | + 34 s 149          |
| 7                          | LMP2 Pro/Am | 29                        | Richard Mille par TDS                       | Rodrigo Sales Mathias Beche Grégoire Saucy                    | Gibson GK428 4,2 l V8 Atmo         | G     | 125               | + 34 s 149          |
| 8                          | LMP2        | 25                        | Algarve Pro Racing                          | Matthias Kaiser Olli Caldwell Alexander Lynn                  | Oreca 07                           | G     | 125               | + 34 s 846          |
| 8                          | LMP2        | 25                        | Algarve Pro Racing                          | Matthias Kaiser Olli Caldwell Alexander Lynn                  | Gibson GK428 4,2 l V8 Atmo         | G     | 125               | + 34 s 846          |
| 9                          | LMP2 Pro/Am | 77                        | Proton Competition                          | Giorgio Roda Bent Viscaal René Binder                         | Oreca 07                           | G     | 125               | + 45 s 906          |
| 9                          | LMP2 Pro/Am | 77                        | Proton Competition                          | Giorgio Roda Bent Viscaal René Binder                         | Gibson GK428 4,2 l V8 Atmo         | G     | 125               | + 45 s 906          |
| 10                         | LMP2 Pro/Am | 21                        | United Autosports                           | Daniel Schneider Andrew Meyrick Oliver Jarvis                 | Oreca 07                           | G     | 125               | + 59 s 338          |
| 10                         | LMP2 Pro/Am | 21                        | United Autosports                           | Daniel Schneider Andrew Meyrick Oliver Jarvis                 | Gibson GK428 4,2 l V8 Atmo         | G     | 125               | + 59 s 338          |
| 11                         | LMP2 Pro/Am | 83                        | AF Corse                                    | François Perrodo Matthieu Vaxivière Alessio Rovera            | Oreca 07                           | G     | 125               | + 1 min 03 s 816    |
| 11                         | LMP2 Pro/Am | 83                        | AF Corse                                    | François Perrodo Matthieu Vaxivière Alessio Rovera            | Gibson GK428 4,2 l V8 Atmo         | G     | 125               | + 1 min 03 s 816    |
| 12                         | LMP2        | 65                        | Panis Racing                                | Manuel Maldonado Charles Milesi Arthur Leclerc                | Oreca 07                           | G     | 125               | + 1 min 21 s 952    |
| 12                         | LMP2        | 65                        | Panis Racing                                | Manuel Maldonado Charles Milesi Arthur Leclerc                | Gibson GK428 4,2 l V8 Atmo         | G     | 125               | + 1 min 21 s 952    |
| 13                         | LMP2 Pro/Am | 24                        | Nielsen Racing                              | John Falb Colin Noble Albert Costa                            | Oreca 07                           | G     | 125               | + 1 min 30 s 041    |
| 13                         | LMP2 Pro/Am | 24                        | Nielsen Racing                              | John Falb Colin Noble Albert Costa                            | Gibson GK428 4,2 l V8 Atmo         | G     | 125               | + 1 min 30 s 041    |
| 14                         | LMP2        | 9                         | Iron Lynx – Proton                          | Jonas Ried Macéo Capietto Matteo Cairoli                      | Oreca 07                           | G     | 125               | + 1 min 34 s 810    |
| 14                         | LMP2        | 9                         | Iron Lynx – Proton                          | Jonas Ried Macéo Capietto Matteo Cairoli                      | Gibson GK428 4,2 l V8 Atmo         | G     | 125               | + 1 min 34 s 810    |
| 15                         | LMP2        | 10                        | Vector Sport                                | Ryan Cullen Stéphane Richelmi Felipe Drugovich                | Oreca 07                           | G     | 124               | + 1 Tour            |
| 15                         | LMP2        | 10                        | Vector Sport                                | Ryan Cullen Stéphane Richelmi Felipe Drugovich                | Gibson GK428 4,2 l V8 Atmo         | G     | 124               | + 1 Tour            |
| 16                         | LMP2        | 27                        | Nielsen Racing                              | David Heinemeier Hansson Nicolás Pino William Stevens         | Oreca 07                           | G     | 124               | + 1 Tour            |
| 16                         | LMP2        | 27                        | Nielsen Racing                              | David Heinemeier Hansson Nicolás Pino William Stevens         | Gibson GK428 4,2 l V8 Atmo         | G     | 124               | + 1 Tour            |
| 17                         | LMP2        | 23                        | United Autosports                           | Bijoy Garg (en) Fabio Scherer Paul di Resta                   | Oreca 07                           | G     | 124               | + 1 Tour            |
| 17                         | LMP2        | 23                        | United Autosports                           | Bijoy Garg (en) Fabio Scherer Paul di Resta                   | Gibson GK428 4,2 l V8 Atmo         | G     | 124               | + 1 Tour            |
| 18                         | LMP2 Pro/Am | 20                        | Algarve Pro Racing                          | Kriton Lentoudis Richard Bradley Alex Quinn                   | Oreca 07                           | G     | 124               | + 1 Tour            |
| 18                         | LMP2 Pro/Am | 20                        | Algarve Pro Racing                          | Kriton Lentoudis Richard Bradley Alex Quinn                   | Gibson GK428 4,2 l V8 Atmo         | G     | 124               | + 1 Tour            |
| 19                         | LMP2 Pro/Am | 19                        | Team Virage                                 | Anthony Wells Matthew Bell Nelson Piquet Jr.                  | Oreca 07                           | G     | 124               | + 1 Tour            |
| 19                         | LMP2 Pro/Am | 19                        | Team Virage                                 | Anthony Wells Matthew Bell Nelson Piquet Jr.                  | Gibson GK428 4,2 l V8 Atmo         | G     | 124               | + 1 Tour            |
| 20                         | LMP2 Pro/Am | 3                         | DKR Engineering                             | Andres Latorre Canon Cem Bölükbaşı Laurents Hörr              | Oreca 07                           | G     | 122               | + 3 Tours           |
| 20                         | LMP2 Pro/Am | 3                         | DKR Engineering                             | Andres Latorre Canon Cem Bölükbaşı Laurents Hörr              | Gibson GK428 4,2 l V8 Atmo         | G     | 122               | + 3 Tours           |
| 21                         | LMP3        | 15                        | RLR Msport                                  | Michael Jensen Nick Adcock Gaël Julien (en)                   | Ligier JS P320                     | M     | 118               | + 7 Tours           |
| 21                         | LMP3        | 15                        | RLR Msport                                  | Michael Jensen Nick Adcock Gaël Julien (en)                   | Nissan VK56 5,6 l V8 Atmo          | M     | 118               | + 7 Tours           |
| 22                         | LMP3        | 4                         | DKR Engineering                             | Alexander Mattschull (de) Belén García Wyatt Brichacek (en)   | Duqueine M30-D08                   | M     | 118               | + 7 Tours           |
| 22                         | LMP3        | 4                         | DKR Engineering                             | Alexander Mattschull (de) Belén García Wyatt Brichacek (en)   | Nissan VK56 5,6 l V8 Atmo          | M     | 118               | + 7 Tours           |
| 23                         | LMP3        | 35                        | Ultimate                                    | Éric Trouillet (de) Jean-Baptiste Lahaye (de) Matthieu Lahaye | Ligier JS P320                     | M     | 117               | + 8 Tours           |
| 23                         | LMP3        | 35                        | Ultimate                                    | Éric Trouillet (de) Jean-Baptiste Lahaye (de) Matthieu Lahaye | Nissan VK56 5,6 l V8 Atmo          | M     | 117               | + 8 Tours           |
| 24                         | LMP3        | 11                        | Eurointernational                           | Matthew Bell Adam Ali                                         | Ligier JS P320                     | M     | 117               | + 8 Tours           |
| 24                         | LMP3        | 11                        | Eurointernational                           | Matthew Bell Adam Ali                                         | Nissan VK56 5,6 l V8 Atmo          | M     | 117               | + 8 Tours           |
| 25                         | LMP3        | 17                        | COOL Racing                                 | Miguel Cristóvão Cédric Oltramare Manuel Espírito Santo (en)  | Ligier JS P320                     | M     | 117               | + 8 Tours           |
| 25                         | LMP3        | 17                        | COOL Racing                                 | Miguel Cristóvão Cédric Oltramare Manuel Espírito Santo (en)  | Nissan VK56 5,6 l V8 Atmo          | M     | 117               | + 8 Tours           |
| 26                         | LMP3        | 31                        | Racing Spirit of Léman                      | Jacques Wolff Jean-Ludovic Foubert Antoine Doquin             | Ligier JS P320                     | M     | 117               | + 8 Tours           |
| 26                         | LMP3        | 31                        | Racing Spirit of Léman                      | Jacques Wolff Jean-Ludovic Foubert Antoine Doquin             | Nissan VK56 5,6 l V8 Atmo          | M     | 117               | + 8 Tours           |
| 27                         | LMP3        | 8                         | Team Virage                                 | Julien Gerbi Bernardo Pinheiro (en) Gillian Henrion (en)      | Ligier JS P320                     | M     | 116               | + 9 Tours           |
| 27                         | LMP3        | 8                         | Team Virage                                 | Julien Gerbi Bernardo Pinheiro (en) Gillian Henrion (en)      | Nissan VK56 5,6 l V8 Atmo          | M     | 116               | + 9 Tours           |
| 28                         | LMP3        | 5                         | RLR Msport                                  | James Dayson Daniel Ali Bailey Voisin (en)                    | Ligier JS P320                     | M     | 115               | + 10 Tours          |
| 28                         | LMP3        | 5                         | RLR Msport                                  | James Dayson Daniel Ali Bailey Voisin (en)                    | Nissan VK56 5,6 l V8 Atmo          | M     | 115               | + 10 Tours          |
| 29                         | LMGT3       | 55                        | Spirit of Race                              | Duncan Cameron David Perel Matthew Griffin                    | Ferrari 296 LMGT3                  | G     | 113               | + 12 Tours          |
| 29                         | LMGT3       | 55                        | Spirit of Race                              | Duncan Cameron David Perel Matthew Griffin                    | Ferrari F163 3,0 L V6 Turbo        | G     | 113               | + 12 Tours          |
| 30                         | LMGT3       | 63                        | Iron Lynx                                   | Hiroshi Hamaguchi (en) Axcil Jefferies Andrea Caldarelli      | Lamborghini Huracan LMGT3 Evo2     | G     | 113               | + 12 Tours          |
| 30                         | LMGT3       | 63                        | Iron Lynx                                   | Hiroshi Hamaguchi (en) Axcil Jefferies Andrea Caldarelli      | Lamborghini DGF 5,2 L V10 Atmo     | G     | 113               | + 12 Tours          |
| 31                         | LMGT3       | 59                        | Racing Spirit of Léman                      | Derek DeBoer Casper Stevenson (en) Valentin Hasse-Clot (de)   | Aston Martin Vantage AMR LMGT3     | G     | 113               | + 12 Tours          |
| 31                         | LMGT3       | 59                        | Racing Spirit of Léman                      | Derek DeBoer Casper Stevenson (en) Valentin Hasse-Clot (de)   | Aston Martin M177 4,0 L V8 Turbo   | G     | 113               | + 12 Tours          |
| 32                         | LMGT3       | 85                        | Iron Dames                                  | Sarah Bovy Rahel Frey Michelle Gatting                        | Porsche 911 GT3 R LMGT3            | G     | 113               | + 12 Tours          |
| 32                         | LMGT3       | 85                        | Iron Dames                                  | Sarah Bovy Rahel Frey Michelle Gatting                        | Porsche M97/80 4,2 L Flat Six Atmo | G     | 113               | + 12 Tours          |
| 33                         | LMGT3       | 86                        | GR Racing                                   | Michael Wainwright Riccardo Pera Davide Rigon                 | Ferrari 296 LMGT3                  | G     | 113               | + 12 Tours          |
| 33                         | LMGT3       | 86                        | GR Racing                                   | Michael Wainwright Riccardo Pera Davide Rigon                 | Ferrari F163 3,0 L V6 Turbo        | G     | 113               | + 12 Tours          |
| 34                         | LMGT3       | 51                        | AF Corse                                    | Charles-Henri Samani Emmanuel Collard Nicolás Varrone (en)    | Ferrari 296 LMGT3                  | G     | 113               | + 12 Tours          |
| 34                         | LMGT3       | 51                        | AF Corse                                    | Charles-Henri Samani Emmanuel Collard Nicolás Varrone (en)    | Ferrari F163 3,0 L V6 Turbo        | G     | 113               | + 12 Tours          |
| 35                         | LMGT3       | 97                        | Grid Motorsport par TF                      | Martin Berry Lorcan Hanafin Jonathan Adam                     | Aston Martin Vantage AMR LMGT3     | G     | 112               | + 13 Tours          |
| 35                         | LMGT3       | 97                        | Grid Motorsport par TF                      | Martin Berry Lorcan Hanafin Jonathan Adam                     | Aston Martin M177 4,0 L V8 Turbo   | G     | 112               | + 13 Tours          |
| 36                         | LMGT3       | 60                        | Proton Competition                          | Claudio Schiavoni Matteo Cressoni Julien Andlauer             | Porsche 911 GT3 R LMGT3            | G     | 112               | + 13 Tours          |
| 36                         | LMGT3       | 60                        | Proton Competition                          | Claudio Schiavoni Matteo Cressoni Julien Andlauer             | Porsche M97/80 4,2 L Flat Six Atmo | G     | 112               | + 13 Tours          |
| 37                         | LMGT3       | 50                        | Formula Racing                              | Johnny Laursen (en) Conrad Laursen Nicklas Nielsen            | Ferrari 296 LMGT3                  | G     | 112               | + 13 Tours          |
| 37                         | LMGT3       | 50                        | Formula Racing                              | Johnny Laursen (en) Conrad Laursen Nicklas Nielsen            | Ferrari F163 3,0 L V6 Turbo        | G     | 112               | + 13 Tours          |
| 38                         | LMGT3       | 66                        | JMW Motorsport                              | John Hartshorne Ben Tuck Phil Keen                            | Ferrari 296 LMGT3                  | G     | 111               | + 14 Tours          |
| 38                         | LMGT3       | 66                        | JMW Motorsport                              | John Hartshorne Ben Tuck Phil Keen                            | Ferrari F163 3,0 L V6 Turbo        | G     | 111               | + 14 Tours          |
| Non classé                 |             |                           |                                             |                                                               |                                    |       |                   |                     |
|                            | LMP2        | 34                        | Inter Europol Competition                   | Oliver Gray Clément Novalak Luca Ghiotto                      | Oreca 07                           | G     | 113               | Boite de vitesses   |
| Gibson GK428 4,2 l V8 Atmo | LMP2        | 34                        | Inter Europol Competition                   | Oliver Gray Clément Novalak Luca Ghiotto                      |                                    | G     | 113               | Boite de vitesses   |
| LMP2                       | 37          | COOL Racing               | Lorenzo Fluxá Malthe Jakobsen Ritomo Miyata | Oreca 07                                                      | G                                  | 101   | Boite de vitesses |                     |
| LMP2                       | 37          | COOL Racing               | Lorenzo Fluxá Malthe Jakobsen Ritomo Miyata | Gibson GK428 4,2 l V8 Atmo                                    | G                                  | 101   | Boite de vitesses |                     |
| LMP3                       | 12          | WTM par Rinaldi Racing    | Torsten Kratz Leonard Weiss Óscar Tunjo     | Duqueine M30-D08                                              | M                                  | 77    | Master relay      |                     |
| LMP3                       | 12          | WTM par Rinaldi Racing    | Torsten Kratz Leonard Weiss Óscar Tunjo     | Nissan VK56 5,6 l V8 Atmo                                     | M                                  | 77    | Master relay      |                     |
| LMP3                       | 88          | Inter Europol Competition | Alexander Bukhantsov Kai Askey Pedro Perino | Ligier JS P320                                                | M                                  | 69    |                   |                     |
| LMP3                       | 88          | Inter Europol Competition | Alexander Bukhantsov Kai Askey Pedro Perino | Nissan VK56 5,6 l V8 Atmo                                     | M                                  | 69    |                   |                     |
| LMGT3                      | 57          | Kessel Racing             | Takeshi Kimura Esteban Masson Daniel Serra  | Ferrari 296 LMGT3                                             | G                                  | 47    |                   |                     |
| LMGT3                      | 57          | Kessel Racing             | Takeshi Kimura Esteban Masson Daniel Serra  | Ferrari F163 3,0 L V6 Turbo                                   | G                                  | 47    |                   |                     |

1. ↑  L'Oreca 07 n°28 de l'écurie française IDEC Sport a été pénalisé pour avoir zigzagé dans la ligne droite du Mistral et provoqué un contact[2].

## Pole position et record du tour
- Pole position :
- Meilleur tour en course :

## À noter
- Longueur du circuit :
- Distance parcourue par les vainqueurs :